# پایان خوش (فیلم ۲۰۱۷)
پایان خوش (به انگلیسی: Happy End) عنوان فیلمی درام به نویسندگی و کارگردانی میشائل هانکه که در سال ۲۰۱۷ منتشر شد. این فیلم برای رقابت در بخش نخل طلا هفتادمین جشنواره فیلم کن انتخاب شد.

## داستان
پایان خوش روایتگر داستان خانواده‌ای پولدار است که چشمان خود را به آن چه در جهان اطرافشان می‌گذرد بسته‌اند.